# Gábor Zaicz
Gábor Zaicz (ur. 16 kwietnia 1944 w Budapeszcie) – węgierski językoznawca, ugrofinista.

## Życiory
Absolwent Uniwersytetu Loránda Eötvösa w Budapeszcie, gdzie studiował hungarystykę, rusycystykę i ugrofinistykę. W 1996 r. uzyskał doktorat na podstawie pracy poświęconej językowi mordwińskiemu (A mássalhangzók kiesése a mordvinban).
W 1968 r. został zatrudniony w Instytucie Językoznawstwa Węgierskiej Akademii Nauk, a w 1994 r. zaczął wykładać na Katolickim Uniwersytecie Pétera Pázmánya w Budapeszcie. W okresie od 1971 do 1972 przebywał na stypendium badawczym w Finlandii.
Objął redakcją węgierski słownik etymologiczny (Etimológiai szótár: Magyar szavak és toldalékok eredete).

## Wybrana twórczość
- Erza-mordvin szójegyzék (1974)
- Magyar nyelvhelyesség és nyelvművelés (1990)
- Etimológiai szótár: Magyar szavak és toldalékok eredete (2006)